# Eptesicus floweri
Eptesicus floweri és una espècie de ratpenat de la família dels vespertiliònids. Viu a Mali, Mauritània, el Sudan i el Sudan del Sud. Els seus hàbitats naturals són les bosquines] d'acàcies, els matollars secs, els herbassars secs i els deserts. És una espècie en risc mínim, és a dir, no sembla que hi hagi cap amenaça significativa per a la seva supervivència.
Fou anomenat en honor del militar i zoòleg britànic Stanley Smyth Flower.